# Územní systém ekologické stability
Územní systém ekologické stability (ÚSES) je vybraná nepravidelná síť endogenně ekologicky stabilnějších segmentů krajiny, které v ní jsou na základě funkčních a prostorových kritérií účelně rozmístěny. Tento optimálně fungující systém biocenter, biokoridorů a interakčních prvků se řadí k základním a určujícím prostorovým systémům krajiny.

## Teoretická východiska
Ve druhé polovině 20. století se postupně začaly v krajině střední Evropy výrazně projevovat negativní důsledky rozvoje antropických aktivit. Koncem 60. let si čeští a slovenští přírodovědci uvědomili, že pro harmonický vývoj krajiny je nezbytné začlenit do územních plánů ekologické podklady. Na předchozí práce geobotanika Jana Šmardy a slovenských vědců (koncepce krajinně-ekologického plánu LANDEP sestavená Milanem Ružičkou) navázal v průběhu 80. let společný interdisciplinární tým českých, moravských a slovenských odborníků, jehož jádro tvořili pracovníci tehdejšího Geografického ústavu Československé akademie věd v Brně vedení Antonínem Bučkem a Janem Lacinou a odborníci z oboru územního plánování Jiří Löw a Igor Míchal. Na základě biogeografické diferenciace krajiny v geobiocenologickém pojetí v roce 1984 sestavili koncepci územních systémů ekologické stability. 
Od roku 1992 jsou územní systémy ekologické stability krajiny zákonem požadovanou součástí územních plánů v České i Slovenské republice.

## Definice
V České republice zákon č. 114/1992 Sb. o ochraně přírody a krajiny definuje ÚSES takto: „Územní systém ekologické stability je vzájemně propojený soubor přirozených i pozměněných, avšak přírodě blízkých ekosystémů, které udržují přírodní rovnováhu. Hlavním smyslem ÚSES je posílit ekologickou stabilitu krajiny zachováním nebo obnovením stabilních ekosystémů a jejich vzájemných vazeb.“
ÚSES je tvořen následujícími skladebnými prvky:
- Biocentrum
- Biokoridor
- Interakční prvek

Podle biogeografického významu se ÚSES člení na:
- nadregionální
- regionální
- lokální.

Hlavní cíle ÚSES:
1. uchování a zabezpečení vývoje přirozeného genofondu krajiny v rámci jeho přirozeného prostorového členění.
2. vytvoření optimálního prostorového základu ekologicky stabilních ploch v krajině z hlediska zabezpečení jejich maximálního kladného působení na okolní méně stabilní části.

### Realizace
Tvorba skladebných prvků ÚSES byla podporována krajinotvorným programem Ministerstva životního prostředí. V současnosti je založení biocenter a biokoridorů a zlepšení jejich stavu podporováno v rámci Prioritní osy 4 Operačního programu Životní prostředí.